# Li Xiangjun
Li Xiangjun (李香君; 1624 – 1654) è stata una musicista cinese.
Fu una delle otto bellezze del Qinhuai descritte dai funzionari della dinastia Qing. Le fonti a lei contemporanee la citano con gli appellativi di Li Ji (李姬) o Li Xiang (李香), mentre gli autori successivi aggiungono il carattere jun (君) al suo nome in segno di rispetto.
A lei è ispirata l'opera teatrale Il ventaglio dai fiori di pesco di Kǒng Shàngrèn, che la assurge a patriota per la sua lealtà alla dinastia Ming.

## Biografia

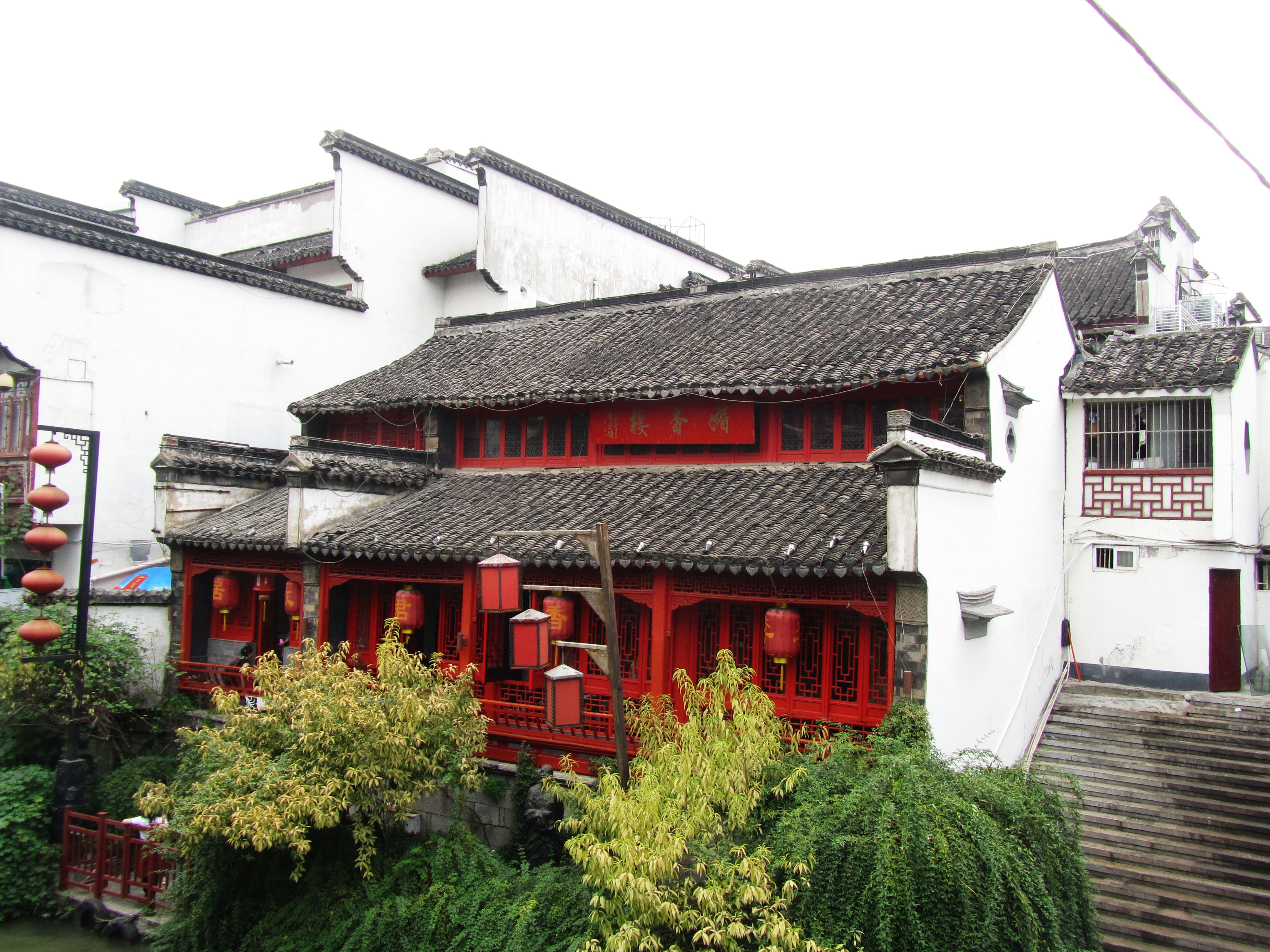
La casa di Li Xiangjun a Nanchino

Non vi sono fonti certe riguardo al suo luogo di nascita, tuttavia si ritiene che fosse figlia di un funzionario che era stato retrocesso o che la cui famiglia era stata uccisa o venduta. Li Xiangjun fu adottata dalla proprietaria della "Casa Meixiang", un bordello di Nanchino frequentato da esponenti del mondo letterario e funzionari imperiali, dove la giovane poté imparare a danzare, cantare, dipingere, comporre musica e scrivere poesie. All'età di 13 anni si distinse nel canto e nel suono della pipa, una performance che la sua padrona faceva pagare 20 tael d'oro a ogni ospite.
Si legò sentimentalmente al poeta Hou Fangyu, il quale le fece decantare le sue poesie. La loro relazione è stata definita una delle più belle storie d'amore della tradizione cinese.
La sua casa a Nanchino presso il fiume Qinhuai è oggi un monumento aperto al pubblico. Il luogo viene citato in più frangenti nell'opera Il ventaglio dai fiori di pesco nel descrivere la storia d'amore tra Li Xiangjun e Hou Fangyu. All'interno vi sono due piani e 14 stanze con un giardino che sono fedelmente descritti nell'opera teatrale.